# Stanislav Ondříček
Stanislav Ondříček (23. srpna 1885 Praha-Malá Strana – 16. července 1953 Praha) byl český houslista a hudební pedagog.

## Život
Hře na housle se učil u svého otce Jana Ondříčka a u A. Macka, žáka Otakara Ševčíka. V letech 1899–1903 studoval na pražské konzervatoři u O. Ševčíka. Studia však nedokončil. Po návratu z Ruska roku 1922–23 absolvoval houslovou školu u Jaroslava Kociana. Jako učitel hry na housle krátce působil v Záhřebu. V roce 1903 se však vrátil do Prahy, kde vyučoval a koncertoval. Stanislav Ondříček působil v letech 1908–1920 na hudebních školách v Tbilisi, Kišiněvě a Jaroslavli. V roce 1911 odjel do New Yorku. Po návratu do vlasti působil jako učitel hry na housle na hudebních školách v Pardubicích, Českém Brodě, Nymburku, Praze a nakonec v Kolíně, kde rovněž 15. dubna 1953 naposledy koncertoval.